# Adschapnjak

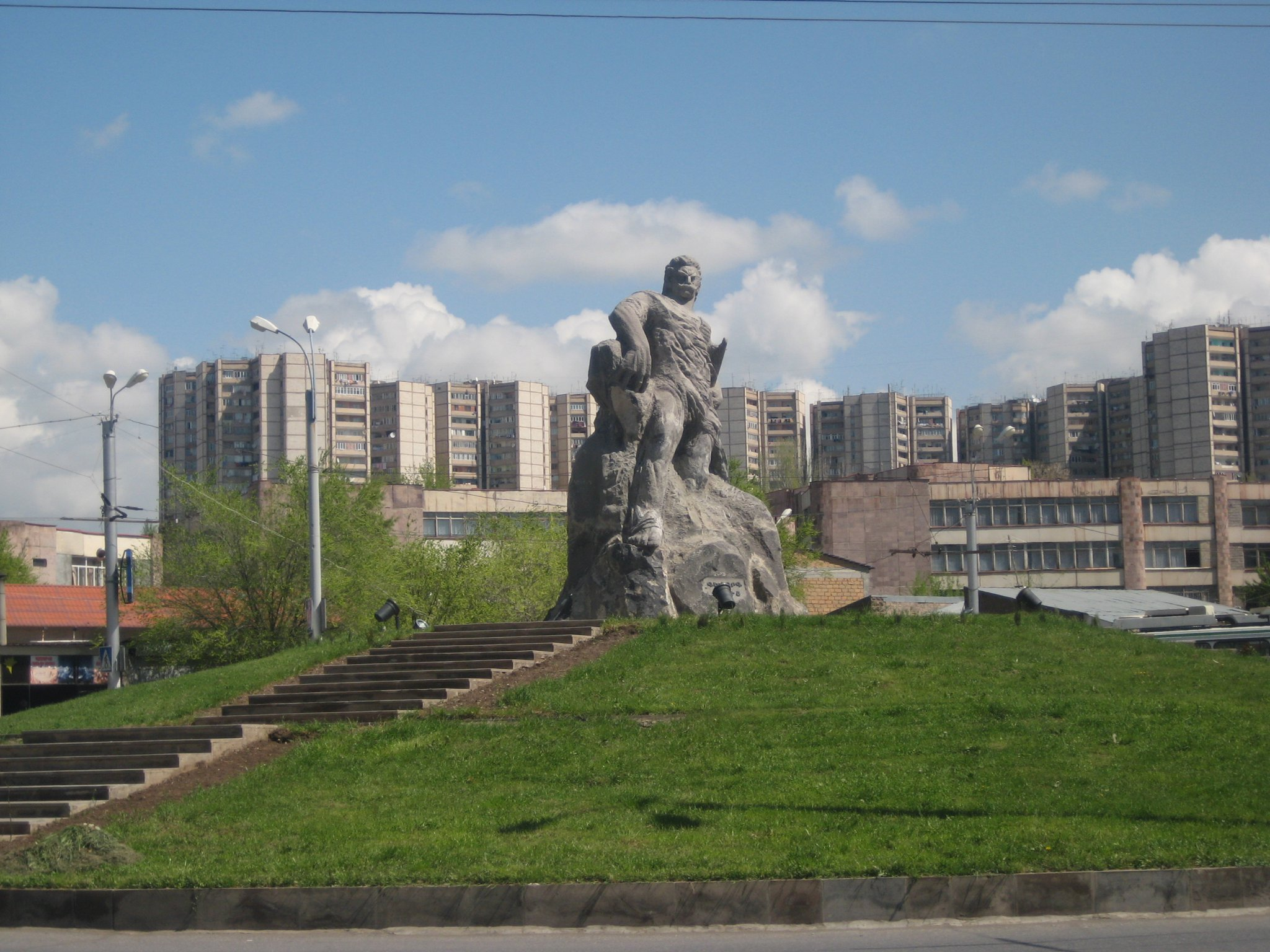
Die Geworg-Tschausch-Statue in Adschapnjak.

Adschapnjak (armenisch Աջափնյակ) ist einer der zwölf Distrikte in Jerewan, der Hauptstadt Armeniens.

## Überblick

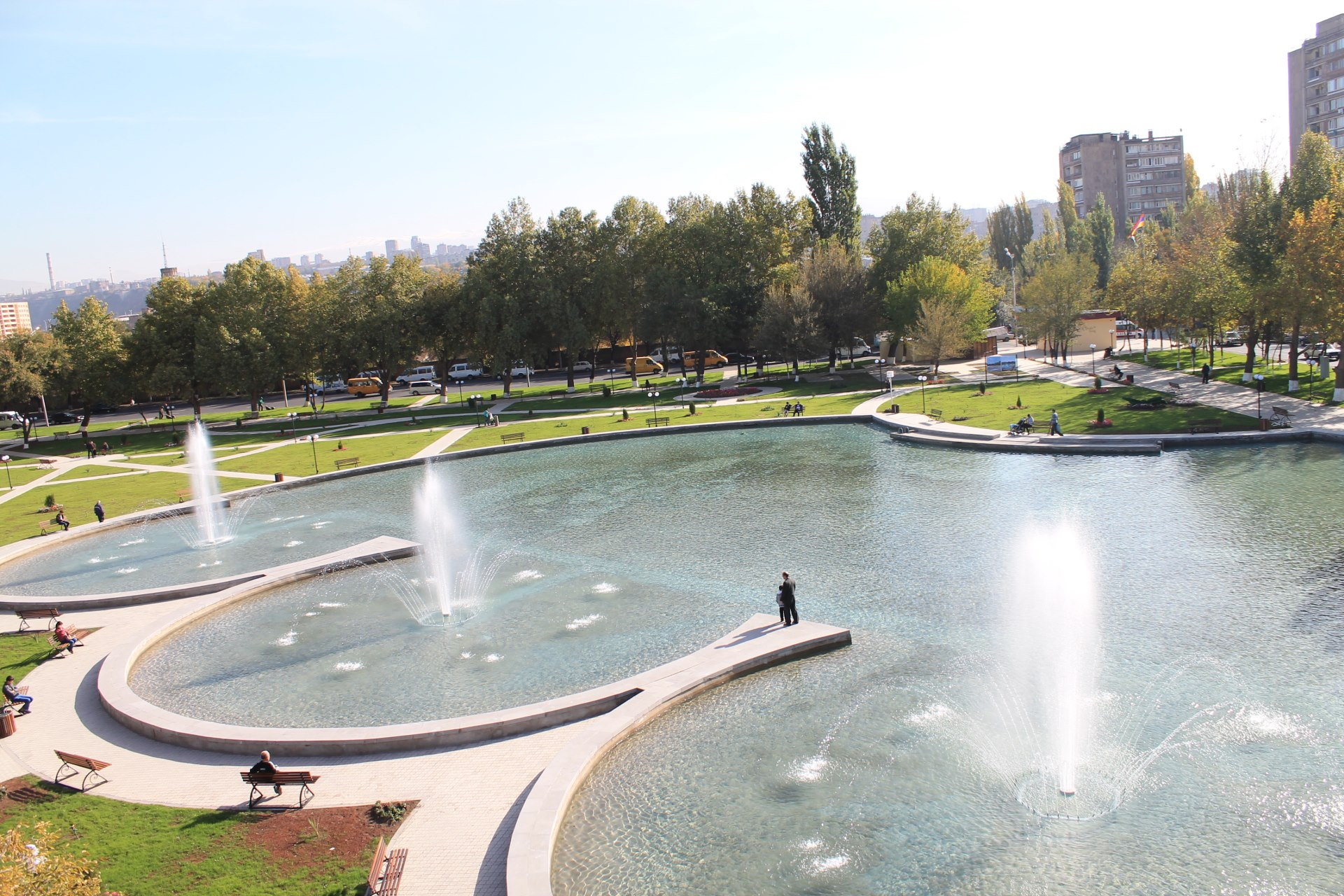
Buenos-Aires-Park

Im Nordwesten des Stadtzentrums gelegen grenzt Adschapnjak im Nordosten an den Distrikt Dawtaschen, im Osten an den Distrikt Arabkir, im Südosten an den Distrikt Kentron und im Süden an Distrikt Malatia-Sebastia. Der Hrasdan bildet die natürliche Ostgrenze. Im Westen grenzt Adschapnjak an die Provinzen Armawir und Aragazotn und im Norden an die Provinz Kotajk.
Mit einer Fläche von 25 km² (11,21 % der Stadtfläche Jerewans) ist Adschapnjak der viertgrößte Distrikt Jerewans. Adschapnjak bedeutet wörtlich „rechtes Ufer“, was sich auf die Lage am rechten Ufer des Hrasdan bezieht. Der Distrikt ist inoffiziell in kleinere Viertel unterteilt: Noraschen, Nasarbekean, Silikjan, Lukaschin, Wahagni, Anastassawan und Tscheremuschki. Der Geworg-Tschausch-Platz und die Halabjanstraße bilden den Kern des Distrikts. Andere wichtige Straßen sind Geworg-Tschausch-Straße Howhannes-Schiras-Straße, Baschindschaghjanstraße, Mowses-Silikjan-Straße und Astrachan-Highway. Die Leningradstraße trennt Adschapnjak von den Distrikten Kentron und Malatia-Sebastia.

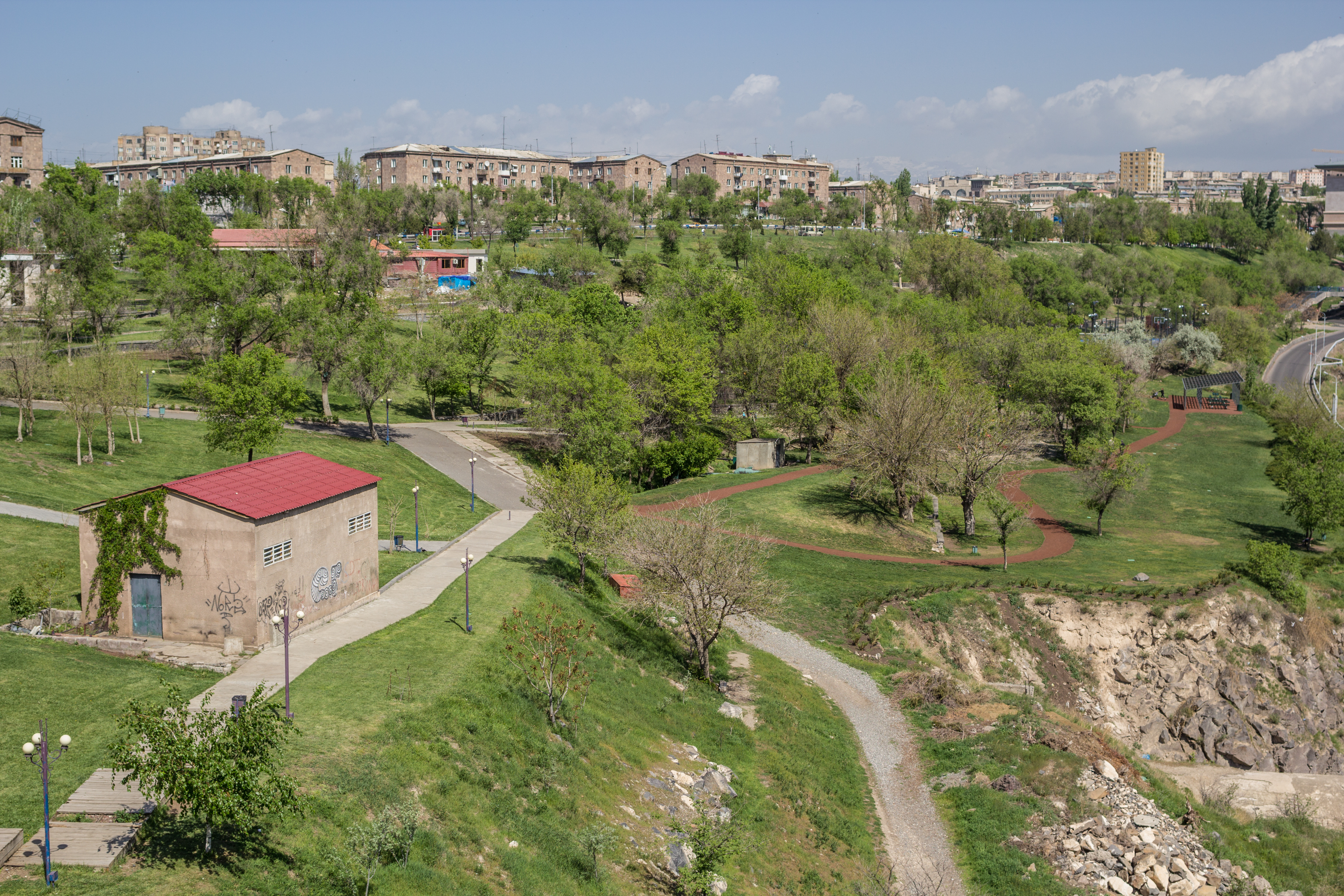
Adschapnjak vom Tumanjanpark aus gesehen

Adschapnjak wurde in den 2010er Jahren im viele Parks ergänzt, um von vielen Einwohnern Jerewans besucht zu werden. Dazu gehören der Tumanjanpark, der Buenos-Aires-Park und der Freiheitskämpferpark.

## Demografie
Bei der Volkszählung 2011 hatte der Distrikt eine Einwohnerzahl von 108.282 (10,21 % der Einwohnerzahl Jerewans). 2015 wurde eine Einwohnerzahl von 108.900 angegeben. Nach offiziellen Schätzungen betrug die Einwohnerzahl 2016 rund 109.100 (Platz 7 der Distrikte Jerewans).
Adschapnjak wird hauptsächlich von Armeniern bewohnt, die der Armenischen Apostolischen Kirche angehören. 2017 gab es jedoch kein Kirchengebäude in den Grenzen des Distrikts.

## Kultur
In Adschapnjak wurde 1957 die Musikschule „Michael Mirsojan“ eröffnet, 1971 die Kunstschule „Awdej Gabrieljan“, 1983 das Kulturzentrum für Ethnografische Lieder und Tänze „Maratuk“, 1987 die Musikschule „Anahit Zizikjan“, 1995 das Ästhetikkinderbildungszentrum „Sartonk“ und 2001 das Ästhetikbildungszentrum Adschapnjak.

## Transport
Am rechten Hrasdanufer gelegen sichert der Distrikt seine Verbindung mit dem Jerewaner Zentrum durch die Große Hrasdanbrücke. Adschapnjak verfügt über ein öffentliches Verkehrsnetz aus Bussen und Oberleitungsbussen.

## Wirtschaft

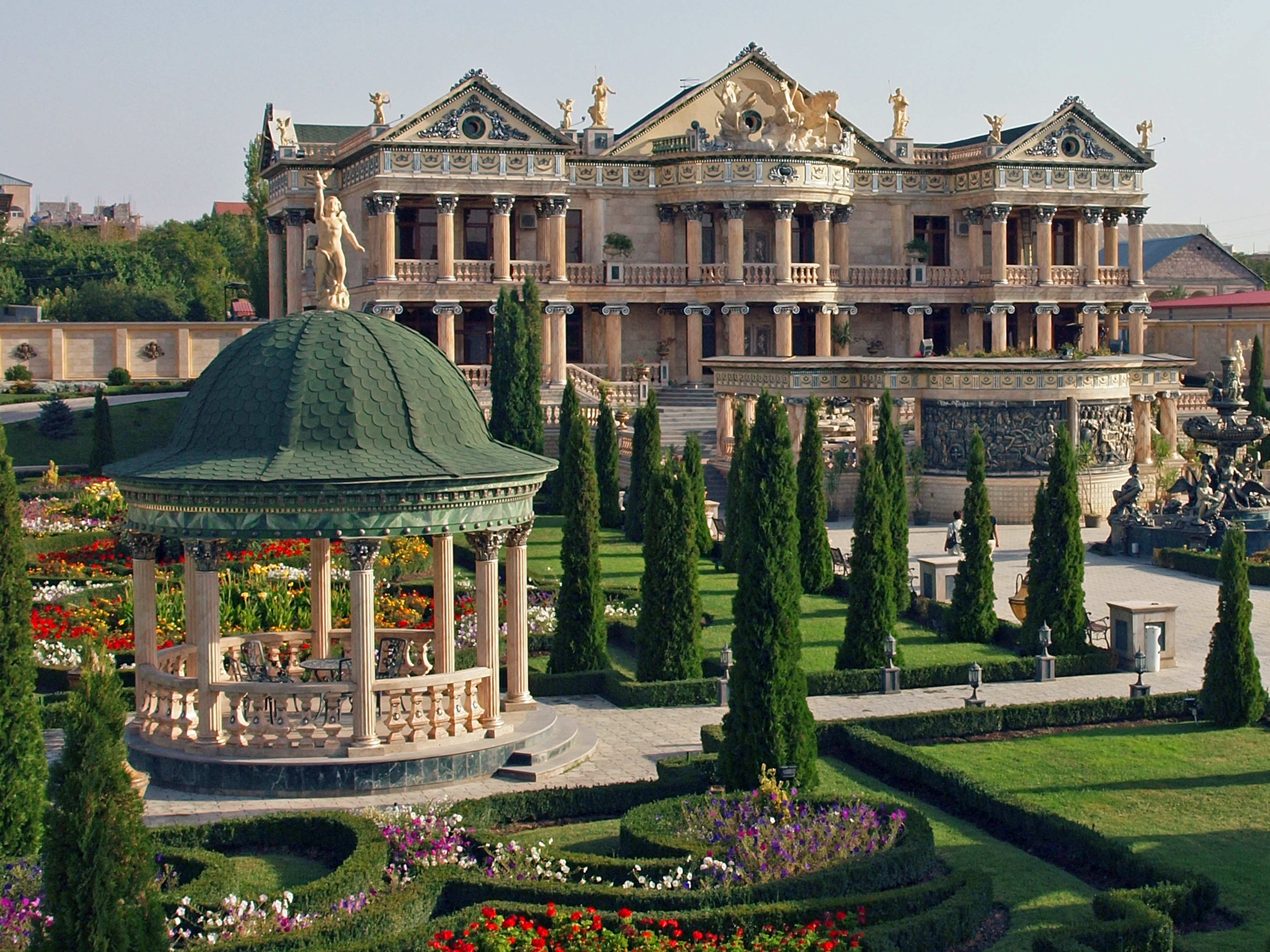
Ein Privathaus in den neu gegründete nördlichen Nachbarschaften Adschapnjaks.

In Adschapnjak gibt es vor allem kleinere Einkaufs- und Dienstleistungszentren sowie ein kleines Industriegebiet im Osten des Distrikts, an der Grenze zum Distrikt Malatia-Sebastia.
Die meisten Industrieanlagen des Distrikts wurden in den 2000er Jahren errichtet. Die Proschjan Cognac Fabrik wurde jedoch bereits 1885 gegründet. Ihre gegenwärtigen Anlagen produzieren seit 1980 in Adschapnjak. Es gibt viele große Industriebetriebe im Distrikt, darunter das 1987 gegründete Thermomexwerk für Elektrogeräte, das 1995 gegründete Karitaswerk für Holzwaren, das 1997 gegründete Asawerk für Konfektion, die 2000 gegründete Waterlok Aparan Mineralwasserfabrik, das 2002 gegründete Prof Al-Werk für Aluminiumprodukte, die 2003 gegründete Biokatfabrik für Milchprodukte, das 2004 gegründete Profmet Metallrohrwerk, das 2005 gegründete Mega Shin-WErk für Metall-Plastik-Strukturen, die 2007 gegründete Elit Schant Eiscremefabrik, das 2007 gegründete Martin Star Lebensmittelherstellungsunternehmen, das 2008 gegründete Amelia Bergwerksunternehmen, die 2012 gegründete Gari Plast-Fabrik und die 2016 gegründete Jerfretsfabrik für Metallschneidemaschinen. Außerdem gibt es viele andere kleinere Werke für Nahrungsmittel, Kleidung, elektronische Geräte und Baumaterialien im Distrikt.
Im Distrikt befindet sich Medizinzentrum der Republik Armenien, das größte Krankenhaus Jerewans.

## Bildung

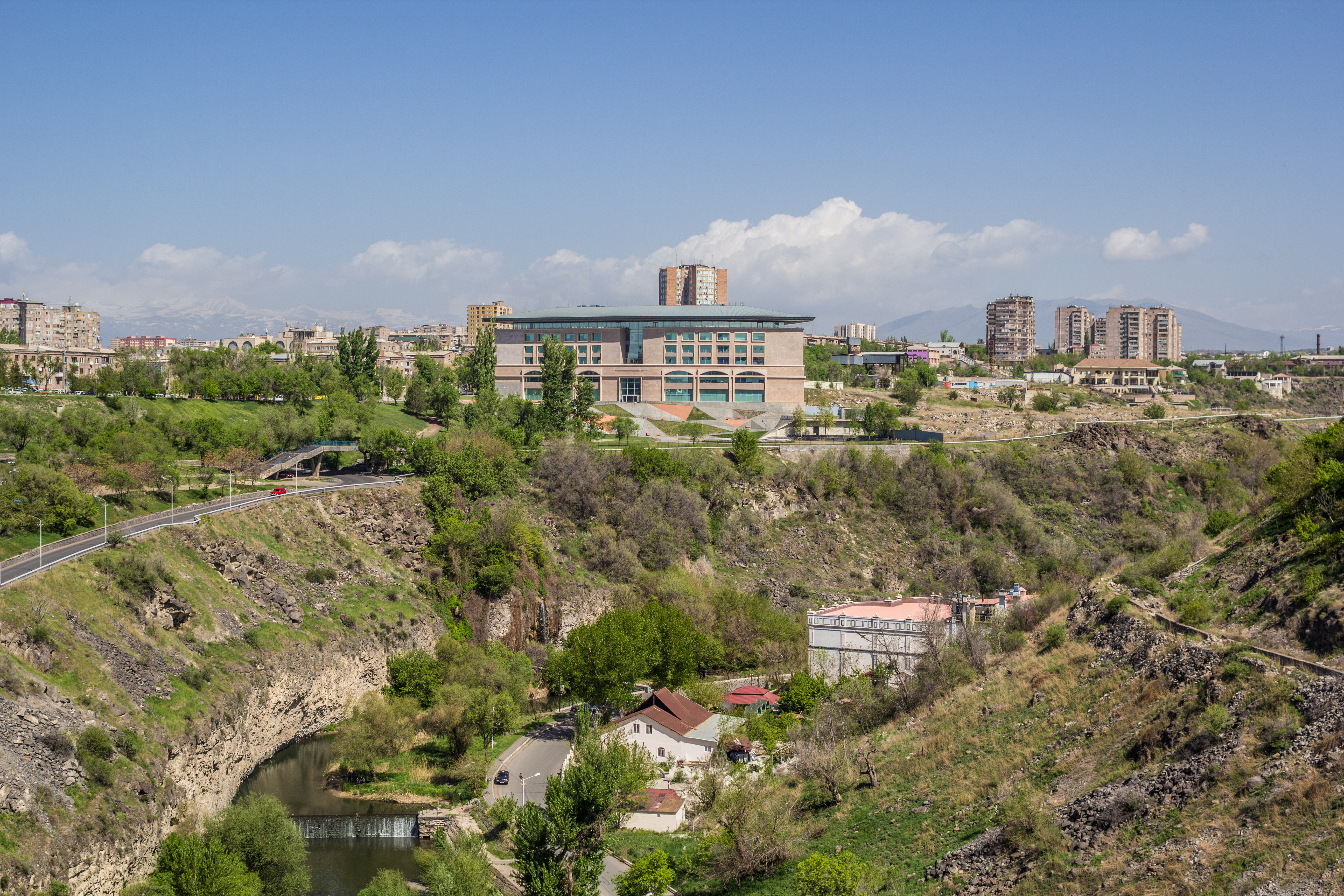
Tumo Zentrum für Kreativen Technologien im Distrikt Adschapnjak an der Schlucht des Hrasjan, gegenüber dem Tumanjanpark

2016–17 hatte der Distrikt 20 öffentliche Schulen und vier private Schulen, darunter die prominente QSI International School of Yerevan (eröffnet 1995). Außerdem gibt es im Distrikt eine Berufsschule.
Es gibt viele höhere Bildungseinrichtungen im Distrikt, darunter die Hajbussak-Universität Jerewan (eröffnet 1990) und die Jerewaner Landwirtschaftsuniversität (eröffnet 1992).
Das 1943 gegründete wissenschaftliche Forschungszentrum Jerewaner Physikinstitut befindet sich in Adschapnjak. 1993 wurde im Distrikt die Monte-Melkonjan-Akademie des Verteidigungsministeriums Armeniens eröffnet. 2011 folgte das Tomu Center for Creative Technologies.

## Sport
In Adschapnjak gibt es folgende Sportschulen:
- Kinder- und Jugendsportschule Adschapnjak, eröffnet 1968, spezialisiert auf Handball, Basketball, Volleyball und Schach.
- Armfighting Professional Federation, Mixed Martial Arts Trainingszentrum, eröffnet 2005.
- Adschapnjak Schachschule, eröffnet 2013.

Der Ararat Golf und Country Club befindet sich im Wahagni-Viertel des Distrikts Adschapnjak.